# The Boss (singolo Diana Ross)
The Boss è un singolo della cantante statunitense Diana Ross, pubblicato nel 1979 ed estratto dall'album omonimo.
La canzone è stata scritta e prodotta da Ashford & Simpson.

## Tracce
1. The Boss
2. I'm in the World

## Remix e cover
- La traccia è stata remixata nel 1993 da David Morales per la raccolta Diana Extended: The Remixes.
- Il trio statunitense The Braxtons ha inciso il brano pubblicandolo come singolo nel 1997, quale terzo estratto dal loro album di debutto So Many Ways, uscito nel 1996.
- Un'altra cover è quella di Kristine W, realizzata nel 2008.